# Салиха
Салиха — село в Україні, в Таращанській міській громаді Білоцерківського району Київської області. Населення становить 890 осіб.

## Населення

### Мова
Розподіл населення за рідною мовою за даними перепису 2001 року:
| Мова       | Кількість | Відсоток |
| ---------- | --------- | -------- |
| українська | 878       | 98.65%   |
| російська  | 12        | 1.35%    |
| Усього     | 890       | 100%     |

## Географія
У селі бере початок річка Салиха. У селі є декілька ставків.

## Постаті
- Кривобок Юрій Петрович (1981—2022) — солдат Збройних Сил України, учасник російсько-української війни.

## Релігія
У селі є 3 помісні церкви, в тому числі одна з найстаріших баптистських Церков.